# Trackshittaz

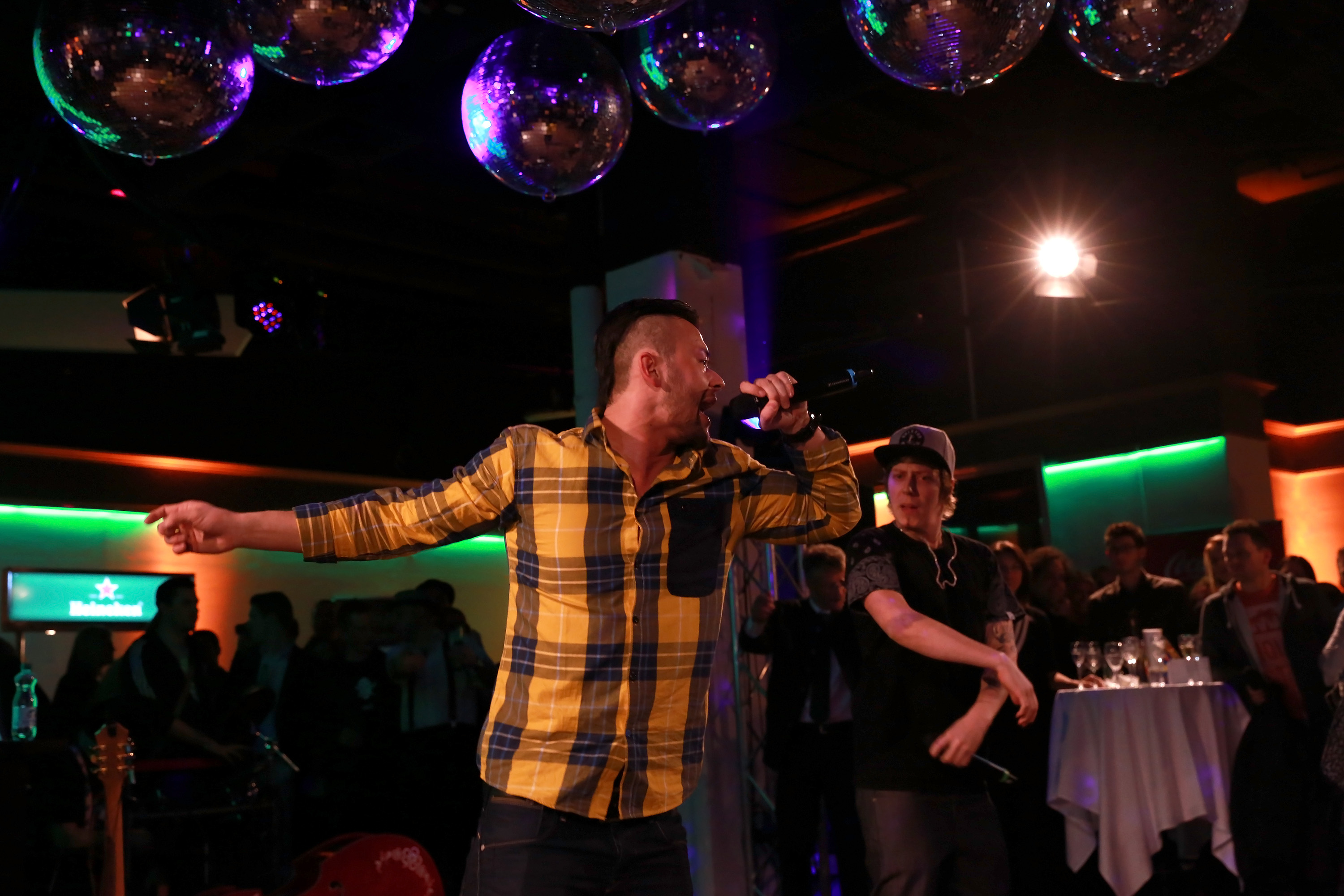
Trackshittaz (2014)

Trackshittaz, bildat 2010 i Oberösterreich, är en österrikisk musikgrupp. Gruppen består av Lukas Plöchl, även känd som G-Neila, och Manuel Hoffelner, även känd som Manix. Deras producent är Sam Vahdat.

## Karriär
De blev kända genom Youtube där de laddat upp sin låt "Alloa bam Fraunz", baserad på låten "Alors on danse". Lukas var även en deltagare i TV-programmet Helden von Morgen. Genombrottet kom då de deltog i Österrikes uttagning till Eurovision Song Contest 2011 med låten "Oida Taunz!" men slutade på andra plats bakom vinnaren Nadine Beiler och hennes låt "The Secret Is Love". Låten blev en hit och nådde första plats på den österrikiska singellistan. Deras debutalbum Oidaah pumpn muas's som släpptes i början av 2011 såg genast framgång då det certifierades platina och nådde första plats på den österrikiska albumlistan. Även deras andra singeln "Guuugarutz" såg framgång då den också nådde första plats på singellistan. Den tredje singeln "Killalady" nådde andra plats på singellistan. Det andra albumet Prolettn feian längaah nådde precis som debutalbumet första plats på den österrikiska albumlistan och certifierades även guld. Gruppen släppte flera nya singlar som placerade sig bra på den österrikiska singellistan. I februari 2012 släpptes albumet Zruck zu de Ruabm som även det nådde guldcertifiering. Albumet nådde även tredje plats på den österrikiska albumlistan.

### Eurovision Song Contest 2012
Den 24 februari 2012 deltog gruppen i Österreich rockt den Song Contest, Österrikes nationella uttagningsfinal till Eurovision Song Contest 2012, med låten "Woki mit deim Popo". De hade startnummer nio och var därmed näst sist ut i den första omgången. De tävlade mot 9 andra bidrag och tog sig efter den första omgången vidare till "superfinalen" tillsammans med Conchita Wurst. I "superfinalen" framförde både de och Wurst sin låt igen och efter ytterligare en omröstningsrunda stod det klart att de hade vunnit tävlingen. Det var dock en jämn omröstning i "superfinalen" där de hade fått 51% av rösterna mot 49% för Wurst.
De framförde låten den 22 maj i den första semifinalen. De tog sig dock inte vidare till finalen utan blev sist i semifinalen.

## Diskografi

### Album
- 2011 - Oidaah pumpn muas's
- 2011 - Prolettn feian längaah
- 2012 - Traktorgängstapartyrap
- 2012 - Zruck zu de Ruabm

### Singlar
- 2010 - "Oida Taunz!"
- 2011 - "Guuugarutz"
- 2011 - "Killalady"
- 2011 - "Touchdown"
- 2011 - "Grüllarei"
- 2011 - "Oida Chüüü"
- 2011 - "Woki mit deim Popo"